# Sabine Wölfle

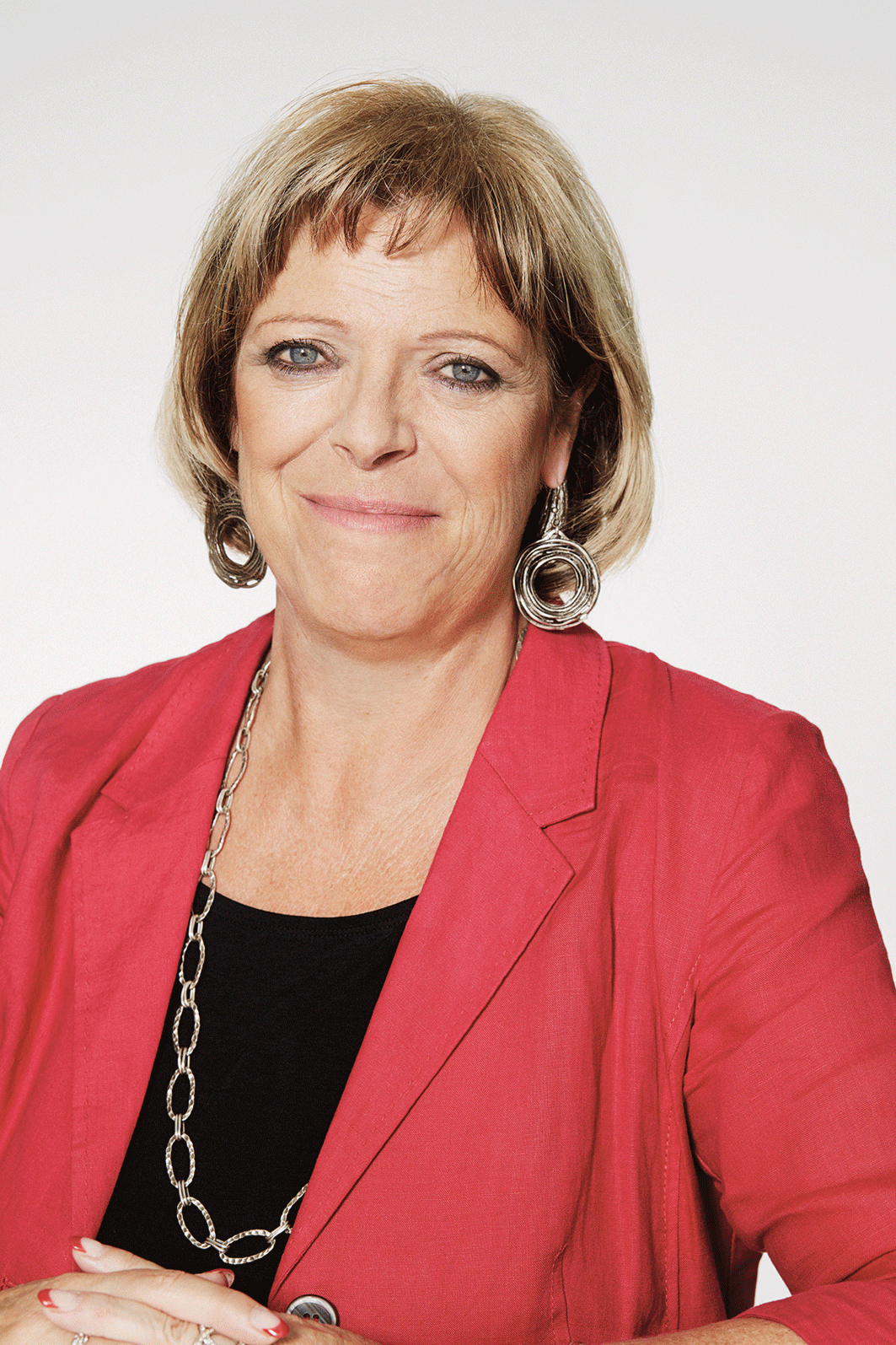
Sabine Wölfle 2018

Sabine Wölfle (* 21. Juni 1959 in Wuppertal, geboren als Sabine Göbler) ist eine deutsche Politikerin (SPD). Sie war von 2011 bis 2021 Abgeordnete im Landtag Baden-Württemberg. Wölfle ist Landesvorsitzende des Arbeiter-Samariter-Bundes (ASB) Baden-Württemberg.

## Biografie
Nach dem Schulbesuch in Wuppertal absolvierte Sabine Wölfle ab 1975 eine Ausbildung zur Reiseverkehrskauffrau und war in diesem Beruf tätig. Von 2009 bis 2011 war sie Pressereferentin der SPD-Landtagsabgeordneten Marianne Wonnay.
Wölfle ist verheiratet und Mutter von zwei Kindern.

## Politik
In die SPD trat Wölfle 1986 ein. Sie war von 2004 bis 2012 Ortsvereinsvorsitzende der SPD in Waldkirch und von 2006 bis 2015 stellvertretende Kreisvorsitzende des Kreisverbands Emmendingen. Dem Landesvorstand der SPD Baden-Württemberg gehörte sie von 2007 bis 2015 an. Für ihre Partei hatte sie seit 2009 einen Sitz im Gemeinderat von Waldkirch inne, welchen sie jedoch 2017 aus zeitlichen Gründen verließ. „Es wäre den Bürgern gegenüber nicht fair, wenn ich nicht an den Sitzungen des Gemeinderates und der Ausschüsse teilnehmen kann“, begründete die Abgeordnete ihre Entscheidung. Im Landtagswahlkreis Emmendingen wurde sie 2011 und 2016 über das Zweitmandat in den Landtag gewählt. Von 2016 bis 2021 war sie stellvertretende Vorsitzende und sozialpolitische Sprecherin der SPD-Fraktion. Sie war Mitglied im Ausschuss für Soziales und Integration sowie im Ausschuss für Europa und Internationales. Sie hatte mehrere Sprecherfunktionen inne:
- Sprecherin für Sozialpolitik
- Sprecherin für Ausländer-, Migrations- und Integrationspolitik
- Sprecherin für Frauen- und Gleichstellungspolitik
- Sprecherin für Inklusion und die Belange von Menschen mit Behinderungen
- Sprecherin für Tourismuspolitik

Bei der Landtagswahl 2021 kandidierte Wölfle erneut im Wahlkreis Emmendingen, verfehlte jedoch den Wiedereinzug in den Landtag.
Wölfle war mit Wolfram Wette und dem Rüstungskritiker Jürgen Grässlin Initiatorin der Waldkircher Erklärung, die eine restriktive Begrenzung von Waffenexporten und mehr Transparenz in der Rüstungskontrolle forderte. Die Forderungen wurden am 27. März 2009 mit mehr als 14.500 Unterschriften an die Bundesregierung, vertreten durch den damaligen Staatsminister Gernot Erler (SPD), übergeben.

## Ehrenämter und Mitgliedschaften
2014 wurde Sabine Wölfle zur Vorsitzenden des Landesverbandes Baden-Württemberg des Arbeiter-Samariter-Bundes (ASB) gewählt und 2018 sowie 2022 in ihrem Amt bestätigt.
Woelfle wurde im
Oktober 2022 in den Bundesvorstand des ASB Deutschland gewählt 
Seit 2019 ist Wölfle Präsidentin des knapp 6200 Mitglieder zählenden Oberbadischen Blasmusikverbandes.
Seit 2017 ist Wölfle Vorsitzende des Vereins zur Förderung Sehbehinderter in Waldkirch.
In ihrer Funktion als Landtagsabgeordnete für den Wahlkreis Emmendingen war sie zudem Schulpatin am Gymnasium Kenzingen bei „Schule ohne Rassismus – Schule mit Courage“.
Sabine Wölfle ist Mitglied in folgenden Vereinen: Naturschutzbund Deutschland e.V., Landesarbeitsgemeinschaft Selbsthilfe behinderter Menschen Baden-Württemberg e.V., Förderverein Elztalmuseum e.V., Europa-Union Deutschland e.V., Förderverein Zukunftsenergien Solarregio Kaiserstuhl e.V., Rüstungsinformationsbüro e.V., Arbeiterwohlfahrt Ortsverein Waldkirch e.V., Familienzentrum Rotes Haus Waldkirch, Emmendinger & Waldkircher Tafel e.V., Aktion Jugendzentrum Wyhl e.V., Deutscher Kinderschutzbund e.V., Arbeiter-Samariter-Bund Deutschland e.V., Gegen Vergessen und für Demokratie e.V., Verein zur Förderung Sehbehinderter e.V., SISTERS – für den Ausstieg aus der Prostitution e.V. sowie in mehreren Sportvereinen.

## Kritik
Im Oktober 2014 wurde Wölfle für ein Posting auf Facebook kritisiert. Ein geteiltes Video mit dem Titel „Die Rothschild-Matrix“ wurde von Kritikern als antisemitisch eingestuft. In einer öffentlichen Erklärung entschuldigte sich Wölfle für den Post und löschte ihr Profil: „Für mich habe ich bereits die Konsequenz gezogen und werde selber nicht mehr aktiv bei Facebook sein, dieses Profil wurde daher gelöscht. Zu schnell teilt man etwas oder kommentiert ohne wirklich hinzuschauen, von mir als Mandatsträgerin darf man zu Recht mehr Sorgfalt erwarten. Die habe ich tatsächlich an diesem Morgen nicht walten lassen.“ Seit 2015 betreibt Wölfle einen offiziellen Facebook-Account und einen privaten.